# Niciohivka, Manevîci
Niciohivka (în ucraineană Нічогівка) este un sat în comuna Krasnovolea din raionul Manevîci, regiunea Volînia, Ucraina.

## Demografie
Componența lingvistică a localității Niciohivka
     Ucraineană (99,61%)
     Alte limbi (0,39%)
Conform recensământului din 2001, majoritatea populației localității Niciohivka era vorbitoare de ucraineană (99,61%), existând în minoritate și vorbitori de alte limbi.